# Ingeborg Schiffner
 Ingeborg Schiffner  (* 19. Juli 1924 in Lautawerk bei Zittau; † 26. April 2012 in Berlin) war eine deutsche Tänzerin, Tanzpädagogin und Choreografin. Sie gehörte in der DDR zu den namhaftesten Pädagoginnen im Kinder- und Amateurtanz.

## Leben und Werk
Ingeborg Schiffner, Tochter des Kriegsinvaliden Alwin Schiffner und seiner Ehefrau Marka, erhielt ab 1936 Ballettunterricht im Theater Zittau, wo sie zu einem Kinderstar avancierte. Nach der Volksschule schloss sie 1940 die Mädchenberufsschule Zittau ab. Im selben Jahr begann sie eine Ausbildung im Klassischen Tanz bei Lula von Sachnowsky an der Eduardowa-Schule in Berlin, wechselte aber nach einem halben Jahr an die Wigman-Schule in Dresden. Mary Wigman entdeckte ihr komödiantisches Talent und vermerkte bei einer Schüleraufführung 1941 in ihrem Tagebuch, dass sie „als ‚Venus‘ zum Schreien komisch war“. Sie folgte Wigman an die Staatliche Hochschule für Musik in Leipzig und schloss dort 1943 neben der Reifeprüfung für Tanz auch mit der Berechtigung für einen „tänzerischen Lehrberuf“ ab.
Dem durch Ausrufung des „totalen Kriegs“ rasch beendeten Erstengagement am Stadttheater Reichenberg folgte 1945 der Neubeginn am Stadttheater Zittau als Tänzerin und Pädagogin. 1946 schloss sie sich dem „Theater des Tanzes Weimar-Erfurt“ unter Henn Haas an, wurde dessen Assistentin und Stellvertreterin. Sie wirkte hier erfolgreich als Solistin und Choreografin und unterrichtete in der assoziierten Schule Ausdruckstanz und tänzerische Gymnastik. Ihr eigenes Ensemble, die „Kammertanzspiele“ in Erfurt, angesiedelt bei der Deutschen Volksbühne, Landesleitung Thüringen, erlebte 1948 mangels finanzieller Absicherung nur eine, wenn auch sehr erfolgreiche Premiere.
Anfang 1949 wurde Inge Schiffner an das von Jean Weidt geführte „Dramatische Ballett“ der Volksbühne Berlin engagiert. Nach Schließung des Ensembles ein Jahr später ging sie als stellvertretende Ballettmeisterin und Solotänzerin ans Nationaltheater Weimar, kehrte 1951 als Solistin und Pädagogin ans „Dramatische Ballett“ zurück, das nun „Tanzensemble der Volksbühne“ hieß und von Aenne Goldschmidt im Politauftrag zur Folkloregruppe umgestaltet wurde. Nach längerer Krankheit infolge Erschöpfung übernahm sie Anfang 1952 die Tanzgruppe im „Erich-Weinert-Ensemble“ (EWE) der Kasernierten Volkspolizei (KVP) und entwickelte sie zu einem renommierten Profiensemble, das bald zur Nationalen Volksarmee (NVA) gehörte. Schiffners produktivste Phase als Choreografin und Pädagogin fiel damit in die Zeit der sog. Realismusdebatte. Schiffner setzte sich bei dieser vor allem in der Zeitschrift Die Weltbühne geführten Diskussion um den sozialistischen Realismus im Tanz unter anderem für den zweckbestimmten Einsatz ggf. jeder der „verschiedenen Ausdrucksmittel des Tanzes (die klassische Technik, die Formen des sogenannten Ausdruckstanzes, die Mittel der tänzerischen Pantomime und die Elemente des Volkstanzes) in ein und demselben Tanzspiel oder Ballett“ ein. Trotz großer Erfolge des Ensembles etwa auch in der Sowjetunion, dort vor Außenminister Andrej Gromyko, mit Lob in der Prawda und Anerkennung durch Igor Moissejew, sowie in China beendete sie 1959 ihre Tätigkeit beim EWE. Ihre Choreografien, Volkstanzsuiten und Soldatentänze blieben noch lange im Repertoire.
Nach einem Zwischenspiel als Ballettmeisterin am Hans Otto Theater Potsdam, das der Mauerbau 1961 unterbrach, fand sie von 1963 bis 1984 in der Musikschule Berlin-Mitte als Nische ihr eigentliches Betätigungsfeld als Kinderpädagogin. Das methodische Rüstzeug für den Unterricht im Klassischen Tanz hatte sich die einstige Ausdruckstänzerin in einem Intensivkurs in Prag bei der russischen Pädagogin Olga Iljina sowie in weiteren Lehrgängen angeeignet. Die Kindertanzabteilung der Musikschule Mitte wurde unter Schiffners Leitung zu einer Zuliefereinrichtung für die drei staatlichen Ballettschulen des Landes – und sie wurde immer wieder für ihre Leistungen ausgezeichnet. Ihr Credo war, dass „die besten Ballettmeister und Tanzpädagogen sich dem Kindertanz widmen“ sollten, „denn das, was man bei der tänzerischen Erziehung der Kinder versäumt, ist später nicht mehr gut zu machen.“ Ihre pädagogische Tätigkeit führte zu der lexikalischen Würdigung: „Sie hat bedeutenden Anteil an der Entwicklung des Kindertanzes in der DDR.“ Parallel dazu war sie als Pädagogin im Amateurbereich tätig, die ihrer eigenen Gruppe, dem „Studio-Ballett Berlin“, Goldmedaillen bei Wettbewerben, TV-Auftritte sowie Auslandsgastspiele bescherte.
Ihr Nachlass wird im Deutschen Tanzarchiv Köln aufbewahrt.

## Ehrungen
- 1955 Medaille „Für treue Leistungen der KVP“
- 1957 Medaille „Für treue Dienste der NVA“
- 1959 Medaille „Für ausgezeichnete Leistungen“
- 1960 Verdienstmedaille der NVA in Silber
- 1965 Preis für künstlerisches Volksschaffen der DDR
- 1982 Verleihung des Titels „Oberlehrer“
- 1983 Artur-Becker-Medaille der FDJ in Silber